# Saint Kitts và Nevis
Liên bang Saint Kitts và Nevis (tên gọi khác: Liên bang Saint Christopher và Nevis) là một đảo quốc nằm trong Quần đảo Leeward, Tây Ấn, nằm trong vùng Biển Caribe. Đây là một đảo quốc nhỏ nhất nằm trong cả hai danh sách của Hoa Kỳ: Danh sách các quốc gia theo diện tích và Danh sách các quốc gia theo dân số.
Thành phố thủ đô và tổng hành dinh của chính phủ Liên bang nằm trên đảo Saint Kitts. Theo ý kiến của nhiều người, tên gọi ngày nay của hòn đảo này bắt nguồn từ tiếng Tây Ban Nha ("San Cristóbal") do Christopher Columbus đặt cho.
Bang Nevis, còn có tên gọi khác "Nuestra Señora de las Nieves" (tạm dịch "Bà Tuyết của chúng tôi"), là một bang nhỏ nhất của đảo quốc này; nó nằm trên phần diện tích rộng khoảng 2 dặm (3 km) ở phía Đông - Nam Saint Kitts, cắt ngang qua con kênh có tên "The Narrows".
Theo các tài liệu lịch sử, Anguilla, một thuộc địa của thực dân Anh, từng là một phần của Liên bang, nhưng sau đó tách ra và được biết đến với tên gọi vùng lãnh thổ Saint Christopher-Nevis-Anguilla như ngày nay.
Saint Kitts và Nevis là một lãnh thổ địa lý thuộc quần đảo Leeward; giáp Saint Eustatius, Saba, Saint Barthélemy,và Saint Martin ở phía Bắc Đông Bắc; giáp Antigua và Barbuda về phía Đông Bắc; còn ở phía Đông Nam, giáp đảo quốc nhỏ, không người ở Redonda, và đảo Montserrat, khu vực thường xuyên xảy ra những đợt núi lửa lớn.

## Lịch sử

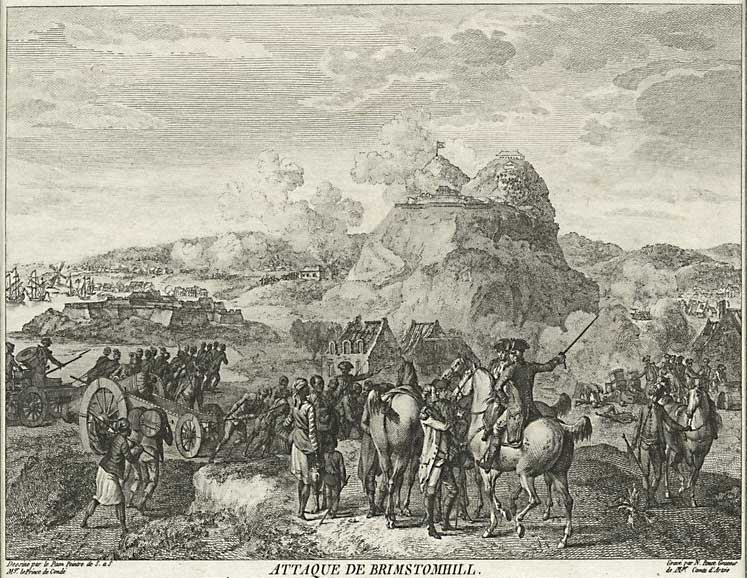
Trận chiến giữa người Anh và người Carib

Năm 1493, Cristoforo Colombo đặt chân lên đảo St. Kitts, đặt tên đảo theo tên vị thánh bổn mạng của ông ta, Cristoforo (Thánh Christopher), nhưng những người định cư từ Anh sang (1623) đã rút gọn tên gọi thành St. Kitts. Đảo này trở thành thuộc địa của Anh, thổ dân Carib bị đánh đuổi và các nô lệ Da đen được đem đến từ châu Phi. Danh từ Nevis xuất phát từ những đám mây quanh chóp đỉnh của đảo giống như tuyết (tiếng Tây Ban Nha, las nieves nghĩa là tuyết). Các đảo này bị thực dân Anh chiếm đóng vào thế kỷ 17, trở thành thuộc địa Anh từ năm 1783 (Hiệp ước Versailles).
Liên bang gồm ba đảo: St. Kitts, Nevis và Anguilla được thành lập năm 1967, nhưng sau đó Anguilla đã rút khỏi liên bang. Quốc gia này đạt được quy chế tự trị năm 1967, trở thành quốc gia độc lập thuộc Khối thịnh vượng chung Anh năm 1983.
Giá đường thế giới giảm sút làm tổn hại đến nền kinh tế trong nửa thập niên 1980. Chính phủ tìm cách giảm bớt sự phụ thuộc vào sản xuất đường của đảo quốc, đa dạng hóa nền kinh tế, khuyến khích phát triển du lịch tài chính. Năm 1990, người đứng đầu đảo Nevis loan báo ý định tách đảo này khỏi Khối thịnh vượng chung Anh năm 1992, nhưng cuộc bầu cử địa phương (tháng 6 năm 1992) đã trì hoãn ý định này. Tháng 8 năm 1998, 62% dân chúng bỏ phiếu cho việc li khai đảo Nevis, nhưng không đạt được 2/3 số phiếu yêu cầu.

## Địa lý

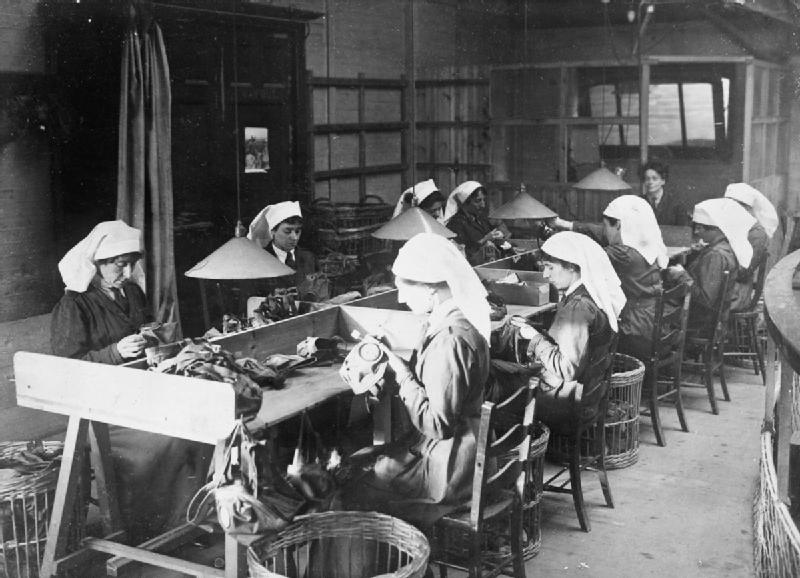

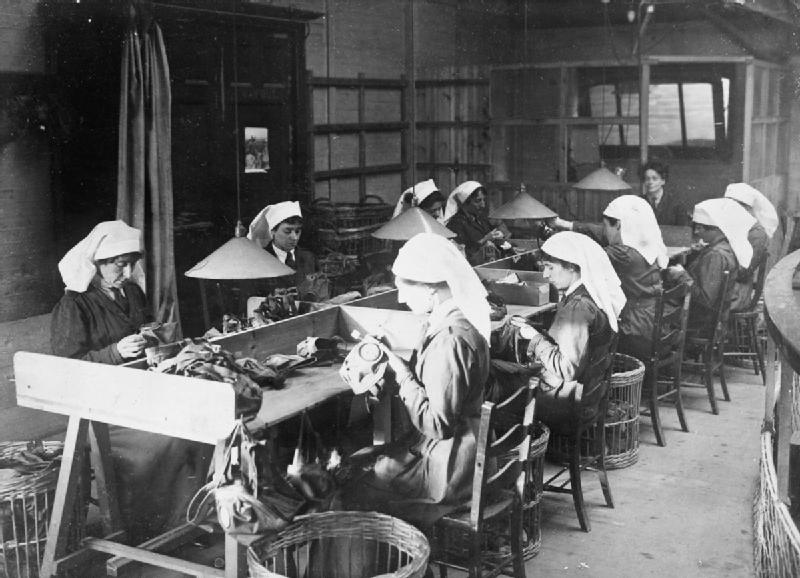

Quốc gia liên bang gồm hai đảo St. Kitts (176 km2) và đảo Nevis (93 km2) ở quần đảo Tiểu Antilles, Trung Mỹ với diện tích 269 km2. Đảo St. Kitts có dạng gần giống hình trái xoan, ngoại trừ một dải bán đảo hẹp và dài ở phía Đông Nam; đỉnh núi cao nhất là Liamuiga (1.156 m). Đảo Nevis là một ngọn núi (Nevis Peak, 985 m) được bao bọc bởi các vỉa san hô. Một eo biển khoảng 3 km tách rời hai đảo này.

## Chính trị
Đất nước này là một thành viên của Khối thịnh vượng chung Anh với Quốc vương Charles III là người đứng đầu của nhà nước, có đại diện tại St. Kitts và Nevis là một vị Toàn quyền. Thủ tướng là người đứng đầu chính phủ đắc cử khi đảng của thủ tướng chiếm đa số ở Hạ viện.
St Kitts và Nevis có một cơ quan lập pháp đơn viện, được gọi là Quốc hội. Nó bao gồm 14 thành viên: 11 thành viên đại diện dân cử (ba hòn đảo Nevis) và ba thượng nghị sĩ, những người được bổ nhiệm bởi Toàn quyền. Hai trong số các thượng nghị sĩ được bổ nhiệm theo lời đề nghị của Thủ tướng, và một theo lời đề nghị của các nhà lãnh đạo của phe đối lập. Không giống như ở các nước khác, các thượng nghị sĩ không phải là đại biểu của một Thượng viện riêng biệt. Tất cả các đại biểu quốc hội có nhiệm kỳ 5 năm. Thủ tướng và Nội các chịu trách nhiệm trước Nghị viện.
Saint Kitts và Nevis là một thành viên đầy đủ của Cộng đồng Caribbe (CARICOM) và Tổ chức Đông Caribbe (OECS).

## Kinh tế
Saint Kitts và Nevis là một liên bang đảo có nền kinh tế du lịch phát triển của mình, nông nghiệp và các ngành công nghiệp sản xuất khác tương đối phát triển. Đường đã được xuất khẩu chủ yếu từ các nông trại mía địa phương, nhưng chi phí sản xuất tăng cao, giá thị trường thế giới thấp, và nỗ lực của chính phủ để giảm sự phụ thuộc vào nó đã dẫn đến một sự đa dạng hóa ngày càng tăng của ngành nông nghiệp. Năm 2005, chính phủ quyết định đóng cửa công ty đường thuộc sở hữu nhà nước, trong đó có thiệt hại kinh tế góp phần quan trọng cho sự thâm hụt ngân sách. Các đồn điền mía cũ vẫn thống trị cảnh quan quốc đảo, tuy nhiên nhiều đồn điền mía đang được đốt cháy để nhường chỗ cho phát triển đất đai, đặc biệt là ở phía bắc của hòn đảo, trong các giáo xứ Saint John Capisterre và Christchurch. Nông nghiệp, du lịch, sản xuất theo định hướng xuất khẩu, và các lĩnh vực ngân hàng ngoài khơi đang được phát triển và hiện đang tham gia vai trò lớn hơn trong nền kinh tế của đất nước. Sự phát triển của ngành du lịch đã trở thành nguồn thu ngoại tệ chính cho Saint Kitts và Nevis. Đất nước này cũng đã phát triển một ngành công nghiệp may mặc, lắp ráp thành công và một trong các ngành công nghiệp lắp ráp điện tử lớn nhất trong vùng Caribe.
St Kitts phụ thuộc vào du lịch để lái nền kinh tế của nó. Du lịch đảo đã được mở rộng từ năm 1978. Trong năm 2009, đã có 587.479 lượt khách đến Saint Kitts so với 379.473 trong năm 2007. Sự tăng trưởng này thể hiện mức tăng chỉ dưới 40% trong một khoảng thời gian 2 năm.
St Kitts và Nevis cũng mua lại vốn đầu tư nước ngoài trực tiếp từ công dân của họ bằng chương trình đầu tư, được nêu trong Luật Quốc tịch năm 1984. Các bên quan tâm có thể có được Quốc tịch nếu họ vượt qua kiểm tra lý lịch của chính phủ và thực hiện một khoản đầu tư vào sự phát triển bất động sản đã được phê duyệt.
Tính đến năm 2016, GDP của Saint Kitts và Nevis đạt 955 USD, đứng thứ 178 thế giới và đứng thứ 9 khu vực Caribe.

## Hành chính
Liên bang Saint Kitts và Nevis được chia thành 14 giáo xứ. Chín giáo xứ nằm trên đảo Saint Kitts và năm trên Nevis. 
| 1. Christ Church Nichola Town (Saint Kitts) 2. Saint Anne Sandy Point (Saint Kitts) 3. Saint George Basseterre (Saint Kitts) 4. Saint George Gingerland (Nevis) 5. Saint James Windward (Nevis) 6. Saint John Capesterre (Saint Kitts) 7. Saint John Figtree (Nevis) 8. Saint Mary Cayon (Saint Kitts) 9. Saint Paul Capisterre (Saint Kitts) 10. Saint Paul Charlestown (Nevis) 11. Saint Peter Basseterre (Saint Kitts) 12. Saint Thomas Lowland (Nevis) 13. Saint Thomas Middle Island (Saint Kitts) 14. Trinity Palmetto Point (Saint Kitts) |